# Strafprozessrecht (Österreich)
In Österreich ist die Grundlage für den Strafprozess die österreichische Strafprozessordnung (StPO). Sie regelt das Verfahren über die Aufklärung von Straftaten, über die Verfolgung verdächtiger Personen und über damit zusammenhängende Entscheidungen (§ 1 Abs. 1 StPO). Der Strafprozess gehört zum Bereich des öffentlichen Rechts.
Das Strafverfahren besteht in Österreich aus dem Ermittlungsverfahren, dem Hauptverfahren und dem Rechtsmittelverfahren.

## Grundsätze
In den §§ 2 bis 17 StPO sind bestimmte Grundsätze für das gesamte Strafverfahren aufgezählt. Die Grundsätze im Einzelnen sind:

### Amtswegigkeit
Der Grundsatz der Amtswegigkeit oder Offizialprinzip beinhaltet:
- Jeder der Kriminalpolizei oder Staatsanwaltschaft zur Kenntnis gelangte Verdacht einer Straftat, außer bei Privatanklagedelikten, muss in einem Ermittlungsverfahren von Amts wegen aufgeklärt werden (Verfolgungspflicht, Legalitätsprinzip). Das hat zur Folge, dass eine einmal erstattete Anzeige nicht mehr zurückgezogen werden kann.
- Im Hauptverfahren hat das Gericht die der Anklage zugrunde liegende Tat und die Schuld des Angeklagten von Amts wegen aufzuklären.

### Objektivität und Wahrheitsforschung
Kriminalpolizei, Staatsanwaltschaft und Gericht haben die Wahrheit zu erforschen und alle Tatsachen aufzuklären, die für die Beurteilung der Tat und des Beschuldigten von Bedeutung sind (§ 3 Abs. 1 StPO).
Alle Richter, Staatsanwälte und kriminalpolizeiliche Organe haben ihr Amt unparteilich und unvoreingenommen auszuüben. Sie haben die zur Belastung und die zur Verteidigung des Beschuldigten dienenden Umstände mit der gleichen Sorgfalt zu ermitteln (§ 3 Abs. 2 StPO).

### Anklagegrundsatz
Der Anklagegrundsatz trennt die Funktion des Anklagens von der Funktion des Richtens. Wären beide Funktionen dem Gericht überlassen (Inquisitionsprozess), könnte das die Unbefangenheit und Unparteilichkeit des Richters stark gefährden. Daher kann nur ein berechtigter Ankläger (Staatsanwalt, Privatankläger, Subsidiarankläger) und niemals das Gericht Anklage erheben.

### Gesetz- und Verhältnismäßigkeit
Kriminalpolizei, Staatsanwalt und Gericht dürfen nur soweit in Rechte von Personen eingreifen, als dies gesetzlich ausdrücklich vorgesehen und zur Aufgabenerfüllung erforderlich ist (§ 5 Abs. 1 StPO).

### Rechtliches Gehör
Der Beschuldigte hat das Recht, am gesamten Verfahren mitzuwirken (§ 6 Abs. 1 StPO).
Jede am Verfahren beteiligte Person (z. B.: Beschuldigte oder Opfer) und alle Personen, die von Zwangsmittel betroffen sind, haben ein Recht auf angemessenes rechtliches Gehör und auf Information über Anlass und Zweck der sie betreffenden Verfahrenshandlung sowie über ihre wesentlichen Rechte im Verfahren (§ 6 Abs. 2 StPO).

### Recht auf Verteidigung
Der Beschuldigte hat das Recht, sich selbst zu verteidigen.
Er hat in jeder Lage des Verfahrens das Recht auf den Beistand eines Verteidigers.
Er darf nicht gezwungen werden, sich selbst zu belasten.

### Unschuldsvermutung
Die Unschuldsvermutung ist eines der zentralen Prinzipien des Strafprozessrechts und lautet wie folgt:

„Jede Person gilt bis zu ihrer rechtskräftigen Verurteilung als unschuldig.“

§ 8 StPO normiert den – ohnehin im Wege des Art. 6 Abs. 2 MRK, die im Verfassungsrang steht, anzuwendenden – Grundsatz, dass niemand einer strafbaren Handlung als schuldig angesehen werden darf, bevor nicht ein unabhängiges Gericht über seine Schuld entschieden hat.
Die Unschuldsvermutung (auch Zweifelsgrundsatz: in dubio pro reo genannt) führt zu mehreren Schlussfolgerungen, u. a.:
- Das Gericht hat dem Angeklagten unvoreingenommen entgegenzutreten (etwa EGMR 20. März 2001 Bsw 33501/96).
- Die Anklage (Staatsanwaltschaft) hat dem Angeklagten dessen Schuld zu beweisen, nicht aber hat der Angeklagte seine Unschuld zu beweisen.
- Der Angeklagte (Beschuldigte) ist nicht gehalten, sich selbst zu bezichtigen; sein Schweigen ist grundsätzlich (vgl. EGMR 2. Mai 2000 Bsw 35718/97) nicht als Schuldeingeständnis zu werten (vgl. EGMR 8. Februar 1996 Bsw 18731/91).
- Noch nicht in Rechtskraft erwachsene Verurteilungen dürfen nicht als erschwerend gewertet werden (RIS-Justiz RS0074772 [vgl. Rechtsinformationssystem des Bundes]).

### Freie Beweiswürdigung
Es gibt grundsätzlich keine Regeln, wann eine Behörde einen Beweis als wahr anzuerkennen hat.
Alle Beweismittel sind gleichwertig.

## Urteilsmöglichkeiten österreichischer Gerichte im Strafverfahren
Im Strafverfahren gibt es in Österreich drei Möglichkeiten für den Urteilsausspruch:
- freisprechendes Urteil
- schuldsprechendes Urteil
- Unzuständigkeitsurteil

## Instanzenzug
Das Strafverfahren hat einen zweigliedrigen Instanzenzug. Gegen Urteile des Bezirksgerichts und des Landesgerichts als Einzelrichter ist die Berufung (sogenannte „volle Berufung“) zulässig. Hier können nicht nur ausgesprochene Strafhöhe (sogenannte „Strafberufung“) und die Feststellung des Sachverhalts und der Schuld des Angeklagten („Schuldberufung“) bekämpft werden, sondern auch gesetzlich bestimmte Nichtigkeitsgründe („Nichtigkeitsberufung“) geltend gemacht werden. Über die volle Berufung im bezirksgerichtlichen Verfahren entscheidet ein aus drei Richtern bestehender Senat am Landesgericht; über jene des einzelrichterlichen Verfahren am Landesgericht ein aus drei Richtern bestehender Senat am Oberlandesgericht.
Im Verfahren am Landesgericht als Schöffengericht oder Geschworenengericht gibt es die Möglichkeit der Strafberufung sowie der Nichtigkeitsbeschwerde. Über die Strafberufung entscheidet das Oberlandesgericht, über die Nichtigkeitsbeschwerde (und eine gegebenenfalls gleichzeitig miteingebrachte Strafberufung) der Oberste Gerichtshof.

## Rezeption
Das österreichische Strafprozessrecht wurde zusammen mit der österreichischen Strafprozessordnung weitestgehend in Liechtenstein rezipiert; siehe dazu auch: Strafprozessordnung (Liechtenstein).
Die oben beschriebene Grundlage für den Strafprozess, das Verfahren über die Aufklärung von Straftaten, über die Verfolgung verdächtiger Personen und über damit zusammenhängende Entscheidungen können somit großteils auch für Liechtenstein übernommen werden.